# Thun
Thun (fr.: Thoune) je grad u kanton Bernu, i smješten na obalama Thunskog jezera.

## Gradske četvrti
| Gradske četvrti         | BFS-Kode |
| ----------------------- | -------- |
| Bälliz-Freienhofgasse   | 942002   |
| Goldiwil                | 942003   |
| Hohmad                  | 942005   |
| Lauenen-Hofstetten-Ried | 942006   |
| Lerchenfeld             | 942007   |
| Militärgebiet           | 942008   |
| Seefeld                 | 942009   |
| Westquartier            | 942011   |
| Allmendingen            | 942036   |
| Buchholz                | 942037   |
| Dürrenast               | 942038   |
| Gwatt                   | 942039   |
| Neufeld                 | 942040   |
| Schoren                 | 942041   |
| Aarefeld                | 942047   |
| Altstadt                | 942074   |

## Stanovništvo
Prema podacima od 31. prosinca 2010. godine Thun je imao 43'536 stanovnika.

## Šport
- FC Thun, nogometni klub
- SC Thunerstern , hokej
- Wacker Thun, rukometni klub

## Vanjske poveznice
- Grad Thun (njem.)